# Yiandro Raap
Yiandro Jesus Ricardo Raap Macedo (Hoek van Holland, 25 juli 2006) is een Nederlandse voetballer van Venezolaanse afkomst die meestal als centrale verdediger speelt.

## Clubcarrière
Raap, geboren in Hoek van Holland, begon zijn carrière bij amateurclub HVC'10 voordat hij tijd doorbracht in de academies van 's-Gravenzande en ADO Den Haag. Na twee jaar bij Feyenoord stapte hij in mei 2021 over naar Eredivisiegenoot PSV Eindhoven, waar hij op veertienjarige leeftijd een driejarig profcontract tekende. Hij maakte zijn debuut met het reserveteam van de club, Jong PSV, op 23 oktober 2023, in een uiteindelijk 4-3 uitwedstrijd tegen FC Eindhoven.

## Interlandcarrière
Raap werd in Nederland geboren uit een Curaçaose vader en Venezolaanse moeder. In 2019 werd hij bij Feyenoord opgeroepen voor het Nederlands elftal onder 14 jaar. Begin 2023 speelde hij twee keer voor het Nederlands elftal onder 17 jaar.
Later in 2023 veranderde hij zijn internationale trouw en werd hij opgeroepen voor het onder-23 team van Venezuela voor het 2023 Toulon Espoirs-toernooi, maar hij maakte slechts één wedstrijd mee en speelde de hele wedstrijd tegen Marokko, 1-0 in de play-off voor de zevende plaats. Hij werd in september 2023 opgeroepen voor het Venezolaanse onder-17 team en scoorde in een 3-2 vriendschappelijke overwinning op Japan.